# Francouzův syn
Francouzův syn (v originále Le fils du Français) je francouzský hraný film z roku 1999, který režíroval Gérard Lauzier podle vlastního scénáře. Snímek měl světovou premiéru 15. prosince 1999.

## Děj
Od smrti své matky žije devítiletý Benjamin v Paříži střídavě u svých babiček Anne a Suzanne. Ty se vzájemně nesnášejí a nemohou být odlišnější. Anne je bohatá, kultivovaná učitelka zpěvu, zatímco Suzanne, školnice, hodně kouří, okrádá lidi a ráda podvádí při pokeru. Benjaminův otec Christian už dva roky hledá zlato v Jižní Americe.
Jednoho dne Benjamin obdrží dopis od svého otce, který ho zve, aby s ním bydlel v Brazílii. Benjamina na cestě doprovázejí jeho babičky, které spolu neustále soupeří. Když dorazí do Christianova domu v Brazílii, není po majiteli ani stopy. Benjamin jim nakonec přizná, že mu krátce před odjezdem otec zavolal, že musí návštěvu zrušit. Od souseda se dozvědí, že Christian odjel do malé vesnice Santa Rita. Když tam ale Benjamin, Anne a Suzanne dorazí, najdou na místě pouze Christianova asistenta Jeana. Řekne jim, že Christian náhle odjel bez vysvětlení do Paříže.
Když se dva ozbrojení muži pokusí Benjamina unést, babičky tomu zabrání a společně s Jeanem prchají do brazilské džungle. Tam se Anne a Suzanne musejí chtě nechtě dát dohromady. Na cestě džunglí potkají indiány, kteří je pozvou do své vesnice. Jejich náčelník se okamžitě zajímá o Suzanne a chce z ní udělat svou manželku. Následujícího rána se Francouzi vyplíží z vesnice a zamíří zpět do džungle. Cestou je najde statkář Aureliano se svou dcerou Iracemou a vezme je do svého venkovského domu. Aureliano, vášnivý zpěvák, s Anne nacvičuje operní árie za doprovodu klavíru a oba se sblíží. Když dorazí ozbrojenci, Benjamin, Jean, Anne a Suzanne musí znovu uprchnout. Vrtulník, který je má dopravit do bezpečí, však patří jejich skutečným pronásledovatelům, kteří chtějí unést Benjamina. Jsou letecky přepraveni na základnu a tam zadrženi.
Zachrání je náčelník, který je následoval, a brazilská armáda. Jak se ukázalo, Christian byl svědkem vraždy drogové mafie. Ale protože byl sám zatčen policií za pašování diamantů, nemohli ho drogoví dealeři zabít, a tak se ho pokusili umlčet únosem jeho syna. Když je Christian propuštěn z vězení, Benjamin, Anne, Suzanne, Jean a Aureliano na něj čekají v autě a společně odjíždějí.

## Obsazení
| Fanny Ardant             | Anne             |
| Josiane Balasko          | Suzanne          |
| Thierry Frémont          | Jean             |
| David-Alexandre Parquier | Benjamin         |
| Luca Barbareschi         | Aureliano        |
| George Aguilar           | náčelník Indiánů |
| Eric Boucher             | Christian Laviel |
| Daniel Ceccaldi          | Monsieur Oliver  |
| Cyrille Bonnet           | Marcel           |
| Fanny Valette            | Iracema          |